# 米尔克雷斯地区阿勒莱利根
米尔克雷斯地区阿勒莱利根是奥地利上奥地利州佩尔格县的一个市镇。总面积20.2平方公里，总人口1138人，人口密度56.3人/平方公里（2005年）。